# História do Cáucaso

Divisão política atual do Cáucaso

A história da região do Cáucaso pode ser dividida na história da Ciscaucásia (Cáucaso do Norte), historicamente na esfera de influência da Cítia e do sul da Rússia (Europa Oriental), e da Transcaucásia (Sul do Cáucaso) (nos atuais países da ex-URSS: Geórgia, Arménia e Azerbaijão), na esfera de influência da Anatólia, Assíria e Pérsia (Sudoeste Asiático).
Nos tempos modernos, o Cáucaso do Sul foi parte do Império Otomano, enquanto o Norte do Cáucaso foi conquistado pelo Império Russo no século XIX (Guerra do Cáucaso).
Após o fim da União Soviética, a Geórgia, o Azerbaijão e a Arménia tornaram-se independente em 1991.
A região do Cáucaso é objeto de diversas disputas territoriais desde o colapso da União Soviética, levando a Guerra de Nagorno-Carabaque (1988–1994), o Conflito na Ossétia do Norte de 1992, a Guerra na Abecásia (1992–1993), a Primeira Guerra na Chechênia (1994–1996) e a Segunda Guerra na Chechênia (1999-presente).

## Pré-História
No sítio arqueológico de Dmanisi, na Geórgia, estão os fósseis de hominídeos mais antigos conhecidos fora da África, que viveram há cerca de 1.79-1.77 milhões de anos atrás, conhecidos como Homo georgicus.
Os registros culturais mais antigos de Homo Sapiens na região são os petróglifos de Gobustão. Os primeiros povoamentos humanos com presença de agricultura e domesticação de animais são encontrados na Cultura de Shulaveri-Shomu, existindo entre o fim do milênio 7 a.C. até o começo do milênio 5 a.C. Por estarem próximos da Mesopotâmia, os grupos humanos do Cáucaso estavam em constante trocas culturais com os habitantes dessa região. A cultura de Kura–Araxes, originária do Monte Ararate, se espalha até as margens do Levante na região Palestina.

## Primeiros Reinos
A ameaça de expansão dos reinos mesopotâmicos fez com que os grupos caucasianos, até então vivendo em uma lógica autônoma e sem centralização política, começassem a se unir em alianças contra invasões mesopotâmicas. Esses agrupamentos se centralizaram nos primeiros reinos da região. O Reino de Urartu (c. 858-625), o estado mais antigo conhecido dessa região, viveu em disputa com o Império Neo-Assírio durante sua existência, caindo no final do século VII, muito provavelmente em decorrência das invasões cítias. Por volta de 550 a.C. a região cairia sob controle do Império Aquemênida. A divisão do Império em satrapias daria origem às primeiras unidades políticas etnolinguísticas, dos quais se destaca o primeiro estado Armênio - que existiu entre 336 a.C. até 428 d.C. - ocupando, em seu auge, a região conhecida como Grande Armênia. A região foi conquistada por Alexandre, o Grande, e, após sua queda, conseguiu se estabelecer como reino independente até ser vassalizado pelo Império Selêucida. Outros reinos importantes que nasceram da fragmentação Aquemênida foram os Reinos da Albânia, Ibéria e Cólquida.

## Divisão entre Roma e Pérsia

Fronteiras determinadas pela Paz de Acilisena, C. 387.

Por volta do século I a.C. os reinos caucasianos estariam nas fronteiras entre Roma e o Império Parta, e foram formadas relações de alianças e vassalizações entre os reinos e seus vizinhos expansionistas, e o status quo das fronteiras seria aproximadamente o mesmo por séculos. Em 387, é firmada a Paz de Acilisena entre o Império Romano do Oriente sob Teodósio I e Sapor III da Dinastia Sassânida, colocando a maior parte da região do Cáucaso sob domínio persa.
Nesse período também, a Igreja Católica começa a se espalhar pelo Cáucaso. Por volta do século III, missionários da região síria se espalham pela Armênia, com a tradição católica citando que os apóstolos Judas Tadeu e Bartolomeu pregaram e se tornaram mártires no Cáucaso. O rei armênio, Tirídates III, seguindo a política de clientelismo, tinha a mesma posição de perseguição aos cristãos que Roma. No entanto, com o império sendo abalado pelas ramificações da diáspora cristã, o rei se converte ao cristianismo por volta de 301, convertido por Gregório, o Iluminado, de acordo com tradição religiosa armênia, e declara a Igreja Apostólica Armênia como religião estatal, sendo o primeiro estado cristão a emergir, uma década antes de Constantino mudar a política religiosa romana. Ao longo dos próximos séculos, a religião cristã cresceria cada vez mais no Cáucaso, sendo bastante praticada até os dias de hoje.

## Expansão Islâmica
Após a última Guerra Bizantino-Sassânida, o império persa se enfraqueceu bastante, sendo derrotado em 628. Duas décadas mais tarde, o império caiu para a expansão do Califado Ortodoxo, e a região da Transcaucásia seria disputada pelos califados, o contínuo Império Bizantino, e o Canato Cazar, formado pelos grupos seminômades da Ásia Central, controlando o norte da região.
A dinâmica da região mudaria drasticamente com a migração dos povos túrquicos na Anatólia, com destaque para o Império Seljúcida, que solidificou a queda da presença bizantina na região. A Geórgia, unificada em 970 sob reinado da dinastia Bagrationi, se consolidou contra a invasão seljúcida, e, nas consequentes cruzadas, com o foco túrquico no levante, o reino conseguiu sobreviver e se expandir, se tornando uma potência regional, até a invasão dos mongóis no século XIII. Após o domínio mongol se findar um século depois, o reino conseguiu se manter independente, porém enfraquecido, até se fragmentar por volta de 1470. Já os reis armênios, derrotados pelos seljúcidas, se exilaram na região da Cilícia, e lá fundaram um reino refugiado, conseguindo se manter independente por todo o período das cruzadas, até serem invadidos pelo Sultanato Mameluco. O Cáucaso, fragmentado, entraria na Idade Moderna novamente como um local de disputa entre oeste, agora representado pelo crescente Império Otomano, e pela Pérsia novamente no leste, agora sob Dinastia Safávida. No século XVII, o Império Russo em sua rápida expansão, também começa a se estabelecer no norte do Cáucaso, agora uma região em disputa por 3 grandes potências.

## Entre russos, otomanos e persas
O nascente Império Otomano atinge Cáucaso para conquistar o Império de Trebizonda (1461) e submete a vassalagem o Canato da Crimeia (1475). Para o sudeste dos Safávidas (que haviam sido derrotados por Xirvão em 1462) aumentam seu poder e saqueiam em 1501 Bacu impondo o Islão sunita aos xiitas, fazem incursões na Geórgia, conquistam a Arménia à Confederação do Cordeiro Branco e proclamam seu líder Ismail Xá de Pérsia em 1502. Os otomanos e safávidas se confrontam (batalha de Chaldiran de 1514) e partilham a Arménia, novos choques ocorrem após os safávidas anexam Xirvão (1550), e repartem com os otomanos a Geórgia (1553).
Por seu turno, o cristianismo do Cáucaso sofre um decaimento, parte da Abecásia e os lazes (cristãos ortodoxos) tornam-se muçulmanos sunitas Hanafis no século XVI, a religião começou a espalhar-se entre os chechenos e cabardinos (cristã ortodoxa) desde os Tártaros da Crimeia e Nogais.
O czar russo Ivã IV, o Terrível conquistou o Canato de Astracã e o Nordeste do Cáucaso (até os rios Tereque e Iegorlique em 1557), instalando ali os cossacos, o grande príncipe de Cabárdia pactua com o czar, que se casou com uma filha o príncipe.
Entre 1577 e 1588 são os otomanos (com os seus vassalos da Crimeia) que percorrem para o Cáucaso da costa do Cáspio, forçando o Xá da Pérsia a renunciar-se (1590), antes partem do Daguestão, no Cáucaso Meridional e as províncias ocidentais do Irã. Mas o Xá Abas I, o Grande reorganiza o exército persa (incluindo arménios e georgianos, como os deportados para a sua capital Ispaã) em 1602–1606 e recuperou quase tudo o que havia perdido (a Derbente) caindo a Geórgia e a Arménia sendo divididas entre as duas potências e o Canato Avar independente.
Um incidente em Shemakha leva Czar da Rússia Pedro I a atacar (1722–1723) a Pérsia que cede toda a costa oeste e sul do Mar Cáspio, os otomanos atacaram os persas para obter o resto do sul do Cáucaso, mas colidem com a resistência dos arménios do Carabaque. Em 1735, a Rússia retirou-se da costa do Mar Cáspio (exceto o norte do rio Sulak). Seguem guerras entre russos e otomanos, e entre otomanos e Nader Xá da Pérsia (que substituiu a dinastia safávida), por estas guerras estão envolvidos os caucasianos, alguns são mantidos independentes (como o Canato de Avaristão), outros mais ou menos dependentes segundo as circunstâncias como Cabárdia vassalo da Rússia desde 1761, e Imerícia que se livra do domínio otomano com Salomão I de Imerícia, ou do sudeste que são liberados após a morte de Nader Xá em 1747.
O islamismo sunita Hanifita segue a progredir nos séculos XVII-XVIII que o adotam em parte os caracais e balcários e o sudoeste da Geórgia (Adjara, meskhs).
A intervenção russa em Mozdok (Ossétia do Norte) (1763) resulta na Guerra russo-cabardina (1765–1779), que é mesclada com a Guerra Russo-Turca (1768–1774), que abre para a Rússia o Mar Negro. Em 1783, a Rússia anexa o Canato da Crimeia (e com ela as terras ao norte do rio Cubã).
A presença russa no Cáucaso tem um efeito duplo: a oposição chechenos liderado pelo xeque Almançor, e a busca por apoio do rei da Geórgia Oriental Heráclio II da Geórgia pactua o protetorado russo (Tratado de Georgievsk). Em 1795, o Xá da Pérsia atacou a Geórgia oriental derrotando o rei Heráclio e a Rússia vem ao seu auxílio, mas explorando as rivalidades de sucessão sobre a morte do Rei George XII, a Geórgia Oriental é anexada em 1801 pelo Império Russo. O Império Russo continua seu avanço, através do Cáucaso, e entra em guerra com a Pérsia que é derrotada, com o Tratado de Gulistão (1813): Derbente e a atual República do Azerbaijão. Outra guerra russo-turca, a Rússia assegura quase toda a Geórgia Ocidental em 1812.

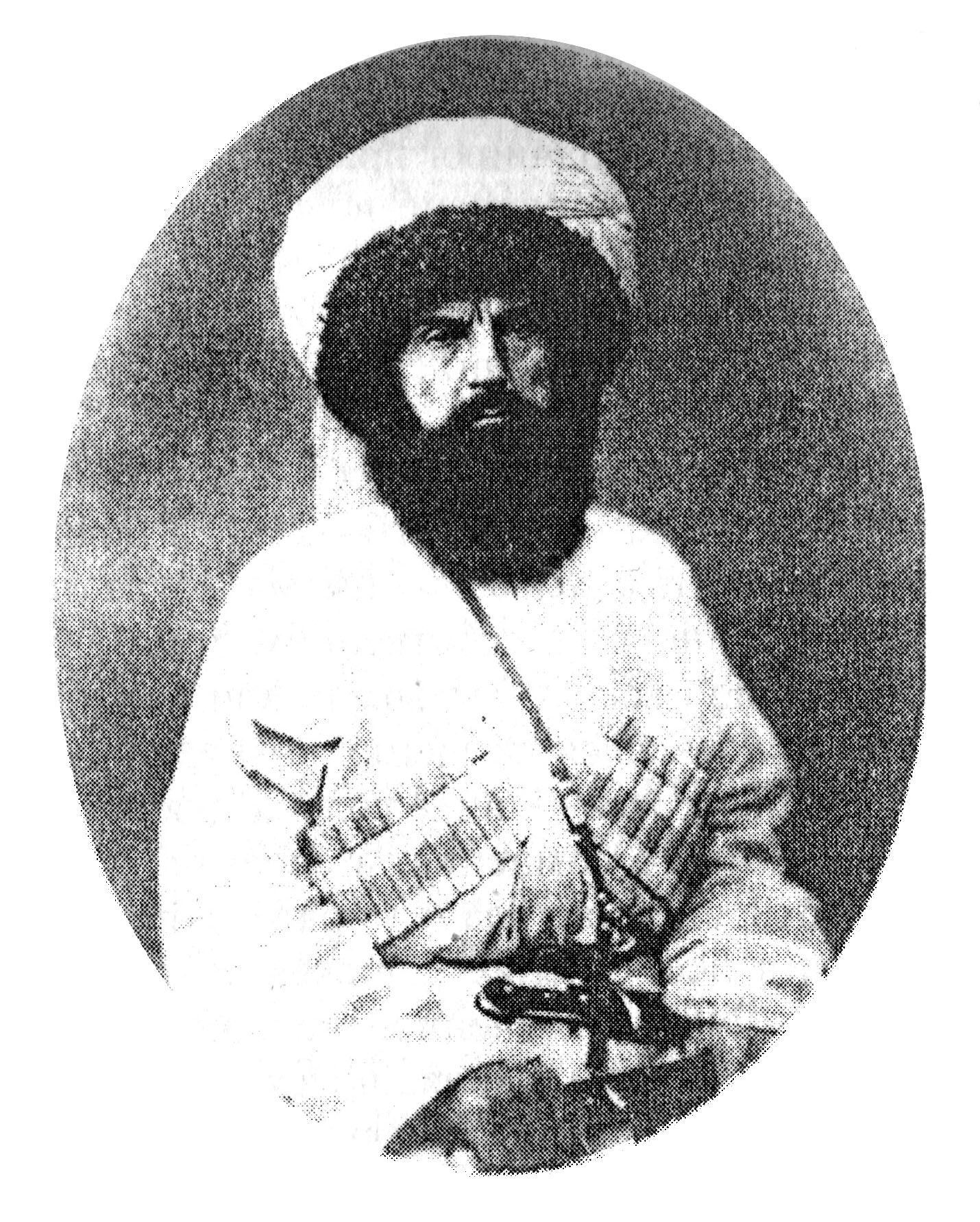
Shamil

Terminadas as guerras napoleônicas, o Império Russo começou a sistemática subjugação dos montanheses do Cáucaso, em 1822–1827 consegue Cabárdia-Balcária. Um ataque persa a Carabaque em 1826 é respondido pelos russos que conquistam Erevã e Naquichevão. A Guerra Russo-Turca (1828—1829) proporciona ao Império Russo, o que estava faltando na costa oriental do Mar Negro e da área de Mesquécia-Javaquécia.
Em 1844, a Rússia criou o Vice-reinado do Cáucaso e entrar em novos territórios, com a campanha contra os montanheses 1857–1864, que leva a rendição de Shamil em 1859 (líder dos chechenos e daguestanos) e o fim da Guerra russo-circassiana em 1864. A vitória russa foi completa com a partida "voluntaria" para o território otomano de várias centenas de milhares de montanheses muçulmanos em 1862–1864.
A Guerra da Crimeia e a Guerra Russo-Turca (1877–1878), apesar das revoltas na Chechénia, no Daguestão e na Abecásia, termina com a incorporação ao Império Russo na área Ajária-Artvim-Carse-Ardacane-Oltu.

## Cáucaso russo
Apesar de sua incorporação ao Império Russo os povos do Cáucaso permanecem distintos, mesmo entre os georgianos (como cristãos ortodoxos russos), como Ilia Chavchavadze em 1877 que publica o jornal "Iveria" para renovar a consciência georgiana. Além disso, há conflitos sociais, como a revolta camponesa (1841) na Geórgia que leva à abolição da servidão, em 1863–1867.
A economia tradicional mudou em 1872 com a exploração comercial de petróleo na área de Bacu (e na Chechénia, em 1893) e a construção da ferrovia Batumi-Bacu para ligar os mares Cáspio e Negro (1883).
A Guerra russo-japonesa desencadeou uma crise com greves de trabalhadores em Bacu contra as companhias de petróleo (dezembro de 1904), confrontos entre arménios e azeris na região Naquichevão-Bacu (1905) causada por medidas anti-armênias do governo russo, os confrontos entre georgianos e cossacos.
A I Guerra Mundial se estende para o Cáucaso, quando entra na guerra o Império Otomano (Novembro de 1914), a campanha do Cáucaso atinge um avanço russo em território otomano (Verão de 1916). A inimizade entre turcos e armênios (revolta de Vã na Primavera de 1915) leva ao governo turco para organizar um "exílio" que provoca a morte de centenas de milhares de arménios (Genocídio Armênio).
No início de Março de 1917 explode na capital da Rússia, a Revolução de Fevereiro que causou a queda do czar. Em março-abril nacionalistas georgianos, arménios e azeris tomaram o poder nesses países instalando "conselhos nacionais" no noroeste onde formam o Governo de Cubã, e em maio-agosto os montanheses (desde os caracais aos lezguianos) e os cossacos do Tereque constituem a Federação dos Caucasianos Montanheses Unidos.
No início de Novembro de 1917, os bolcheviques tomam o poder (Revolução de Outubro) ao governo provisório russo, e em Março de 1918 pôs fim à guerra (Tratado de Brest-Litovsk) mantendo a fronteira russo-turca de 1877. Na Primavera (1918) surge a guerra civil russa entre os "vermelhos" (comunistas) e "brancos" (Anticomunistas, apoiados pelos Aliados).
Em Abril de 1918, forma-se a República Democrática Federativa Transcaucasiana, e sustentada pelos mencheviques e nacionalistas georgianos, arménios e azeris, mas as diferenças entre eles leva à criação (26-28 de maio) de três repúblicas democráticas separadas (Geórgia, Arménia e Azerbaijão, esta última com a sua capital em Ganja porque em Bacu está a Comuna de Bacu de dominância bolchevique).
Aproveitando a guerra civil, os turcos avançam se movendo no sudoeste, a Geórgia procura o apoio da Alemanha e se mantém cedendo Mesquécia-Javaquécia e Adjara para a Turquia, a Arménia é reduzida pelo Tratado de Batumi (junho de 1918), menor que a atual república. Em setembro os turcos apoiados por nacionalistas azeris entram em Bacu, mas em outubro, foram obrigados a assinar um armistício com os Aliados e retiram-se, em seguida, os britânicos chegam em Bacu da Pérsia, a Arménia recupera Carse-Ardacane e a Geórgia cede territórios.
No norte, os "brancos" se impõem no início do 1919 sobre a República Soviética do Cáucaso do Norte e a República da Montanheses do Norte do Cáucaso e do Daguestão. Mas o exército "vermelho-verde" (comunistas e outros não-brancos) resistem aos "brancos" na região noroeste, e os montanheses, liderados por Haji Unzun, se declaram contra os "brancos" e aliam-se aos "vermelhos".
No início de 1920, o Exército Vermelho começa uma ofensiva contra os "brancos", para evacuar o Norte do Cáucaso (em março) para o porto de Novorossiisk, os "vermelhos" chegam a Bacu (finais de Abril), e acordam o reconhecimento da República da Geórgia (maio) e da Arménia (agosto) (que teve de aceitar a ocupação do território disputado à república soviética do Azerbaijão: Guerra Armeno-Azeri).
O Tratado de Sèvres (agosto de 1920), que selou a paz entre os Aliados e o sultão otomano, criou uma Grande Arménia, porém o governo turco rebelde em Ancara rejeita, e os incidentes de Olti causando em setembro a Guerra Turco-Armênia com vitória dos turcos, que impõem aos arménios o Tratado de Alexandropol (dezembro), enquanto o Exército Soviético entra em Erevã (final de Novembro) para derrubar o "governo burguês" armênio, em Fevereiro de 1921 os soviéticos ocupam a Geórgia, e em 16 de março de 1921, pelo Tratado de Carse turcos e soviéticos definem a fronteira turca na região do Cáucaso. Pelo lado turco, nacionalistas da Turquia se dedicam a trazer "energicamente" os centros de autodefesas na Arménia; na parte soviética a revolta dos chechenos e daguestanos é suprimida (1920–1921) e a revolta anticomunista na Arménia (1921) e na Geórgia (1921, 1924).
Em 1922, formou-se a República Socialista Federativa Soviética Transcaucasiana (para agrupar Geórgia, Arménia e Azerbaijão), que está integrada na URSS. Dentro da República Socialista Federativa Soviética da Rússia que é integrada a República Socialista Soviética da Montanha, que em 1924 é dividida em várias repúblicas autónomas. Em 1936, se institui uma Constituição na URSS que inclui três repúblicas componentes (Geórgia, Arménia e Azerbaijão), em substituição de RFSS da Transcaucásia.
Entre Abril de 1922 e Dezembro de 1929 um georgiano, Iosif V. Dzhugashvili "Stalin", chega no poder soviético acabando com os seus rivais. O sistema partidário impõe uma economia planificada para a industrialização e coletivização agrícola, e de repressão da religião, o que levou a tumultos (1929–1935).
Durante a II Guerra Mundial, em Junho de 1941, a Alemanha nazista atacou a União Soviética, chegando na sua ofensiva no verão 1942 a ocupar a maior parte do Cáucaso do Norte (exceto a parte do Mar Cáspio), mas tem que evacuar durante o Inverno de 1943 (na península de Taman em Outubro). Os alemães começam a se retirar em Novembro de 1943, a deportação para a Ásia Central Soviética de caracais, balcários, chechenos, inguchétios são acusados de colaborar com os alemães, e se dissolvem as repúblicas autónomas (uma parte da Inguchétia é entregue à Ossétia do Norte).
Durante a II Guerra Mundial, a Turquia permaneceu neutra, apesar de, em Fevereiro de 1945 (pouco antes do fim na Europa) entra em guerra aberta com a Alemanha e os estreitos do Mar Negro são abertos, que é considerada tardio pela URSS, que em 1946 reclamou a devolução da zona cedidas depois da Primeira Guerra Mundial e uma revisão do estatuto do Estreito. Os Estados Unidos aplicaram a Doutrina Truman de integrar a Turquia na OTAN (1952), bem como a Turquia e o Irã no CENTO (1955) tornando-se o Cáucaso fronteira da "guerra fria".
Com a morte de Stálin em 1953, começou em 1956, a "desestalinização" e a reabilitação (1957) para chechenos, inguchétios, balcários, cabardinos que regressam às suas terras (e não sem atritos com aqueles que se instalaram na sua ausência) e recuperaram sua autonomia.
Em 1985, alcançou a liderança da URSS, Mikhail Gorbachev, para iniciar uma fase de reestruturação e de abertura (com o georgiano Eduard Shevardnadze como ministro dos Negócios Estrangeiros). Isso veio a lume as tensões no seio da URSS; o soviete de Alto Carabaque (província autónoma de maioria arménia RSS do Azerbaijão) vota no dia 20 de fevereiro de 1988 sua união para a RSS da Arménia provocando em março, a crise armênio-azeri: motins anti-arménios em Sumgait e Bacu; o Soviete da Ossétia do Sul (uma província autônoma da Geórgia) decidiu em 10 de novembro de 1989 unir-se à Ossétia do Norte (na Rússia), mas as autoridades da Geórgia anularam a decisão.
As primeiras eleições parlamentares na URSS vários candidatos são produzidos em 26 de março de 1989, mas, em abril, foi reprimida violentamente uma manifestação pacífica na Geórgia, e em janeiro de 1990, há confrontos entre as forças soviéticas e azerbaijanos e com várias mortes.
Em Março de 1990, começaram a declarar-se independente as repúblicas soviéticas (incluindo a própria Rússia, em junho), o que fizeram também algumas repúblicas autónomas: Abecásia em agosto, e a Ossétia do Sul em setembro tornaram-se independentes da Geórgia (a Ossétia do Sul pede apoio à Rússia em Janeiro de 1991 e o conflito com a Geórgia é transformado em guerra) Em Abril de 1991 a Geórgia declara independência, em finais de Agosto o Azerbaijão e em setembro a Arménia, no Outono os territórios autónomos no Norte do Cáucaso declaram-se soberanos (que procuram o estatuto das repúblicas do Sul) e em 1 de novembro o Presidente Dzhokar Dudayev proclamou a independência da Chechênia.
Após uma falha na tentativa de golpe de Estado (agosto de 1991) e no meio do caos económico e político como consequência, a URSS se dissolve formalmente em 2 de dezembro de 1991, e em 21 de dezembro de 1991 ocorre a criação da Comunidade dos Estados Independentes (CEI) (a que não adere à Geórgia).

## Cáucaso Contemporâneo

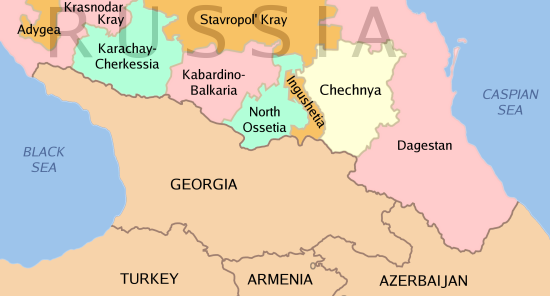
Regiões norte-caucasianas na Federação Russa

A era pós-soviética na Geórgia começa com um golpe de Estado no dia 21 de dezembro de 1991 contra o presidente Zviad Gamsakhurdia, o que leva a Guerra Civil na Geórgia, a fuga do presidente para a Chechênia e a tomada do poder pelos rebeldes (2/1/1992) que elegem Eduard Shevardnadze.
Nesse mesmo inverno a Guerra de Nagorno-Carabaque arrasta-se, a perda de Shusha pelo Azerbaijão (março 1992) conduz a alterações na Presidência de Elchibey por Mutalibov (em Junho), mas quando, na Primavera de 1993 os arménios conquistam 14% do território azeri e em uma rebelião militar é Elchibey que têm de deixar o poder para Aliyev. Finalmente, em Maio de 1994 chega-se a um cessar-fogo.
Os chechenos liderado pelo seu presidente Dudayev não aceitaram a Federação Russa, o que leva a Inguchétia a separar-se da Chechênia para formar a sua república na federação, e tentam recuperar seus antigos territórios na Ossétia do Norte que haviam perdido na II Guerra Mundial, Prigorodny, mas os ossetas (outubro-novembro de 1992) expulsam os inguchétios (Ver: Guerra Civil na Inguchétia e Conflito na Ossétia do Norte (1992)).
Por seu lado, a Ossétia do Sul aproveitou da situação da Geórgia e decide à sua separação para aderir-se a Ossétia do Norte e Federação Russa (janeiro 1992), o que leva a explosão de uma guerra com os georgianos com um cessar-fogo no verão. Em Julho é a Abecásia que se declara separada da Geórgia, as forças georgianas ocupam a capital, Sucumi em agosto, mas os rebeldes, com o apoio de outras regiões do Cáucaso, força-os a abandonar a região, em Setembro de 1993 (e com eles milhares de georgianos). Entretanto, Gamsakhurdia em 24 de setembro de 1993, torna-se presidente reavivando a Guerra Civil na Geórgia, em Novembro Shevardnadze, lidou com a Rússia e trata de dominar a rebelião e parar a guerra na Abecásia, em Dezembro, mais tarde o país também aderiu à Comunidade dos Estados Independentes.

Situação das fronteiras da região ao final da Guerra do Alto Carabaque após o cessar fogo de 1994. As forças da Arménia além de controlar Alto Carabaque (fronteiras em vermelho), atualmente controlam quase 9% do território do Azerbaijão (em marrom) fora do antigo Oblast Autónomo de Nagorno-Carabaque; e forças azeris controlam Shahumian e partes do leste de Martaquerta e Martuni (em amarelo)

A Rússia decide a dominar os rebeldes chechenos, o que leva a Primeira Guerra na Chechênia (novembro de 1994); os bombardeios russos destruíram grande parte de Grozny e o presidente Dudayev é removido, mas os russos acabam sendo derrotados em 1996. Em 1999, uma "invasão" do Daguestão por radicais islâmicos (incluindo chechenos) para estabelecer uma república islâmica, provocando a eclosão da Segunda Guerra na Chechênia, os chechenos são forçados a recuar perante o exército russo e passam a guerrilha.
Na Geórgia, um protesto devido às eleições de Novembro de 2003, causam a "Revolução Rosa" (janeiro de 2004), que trouxe ao poder Mikhail Saakashvili, é orientado para o Ocidente e se impondo sobre a autónoma Adjara, mas não na Abecásia e Ossétia do Sul.
No conflito checheno islamistas radicais ganham notoriedade, como o grupo de Shamil Basayev, a que se atribuiu o sequestro de um teatro em Moscou (Outubro de 2002) e do sequestro de uma escola em Beslan (Setembro de 2004) que terminaram tragicamente.
A necessidade de petróleo do Mar Cáspio que leva à abertura (em maio de 2005), do oleoduto BTC que transporta petróleo de Bacu através Tbilisi para o porto turco de Ceyhan no Mediterrâneo (outro gasoduto, WREP, leva a Supsa na costa georgiana do Mar Negro), prevê um "corredor caucasiano" através do qual provém do petróleo para o Ocidente contornando a Rússia. O corretor evita a Arménia, um aliado da Rússia, lugar da retirada das forças russas de abandonar as bases na Geórgia Batumi e Akhaltsikhe com o acordo de 2005.

A Geórgia e suas repúblicas separatistas no Cáucaso: Abecásia e Ossétia do Sul

Recentemente, a Geórgia, apoiada pelo Ocidente tenta reconquistar a Ossétia do Sul, mas é derrotada pela intervenção russa (Ver: Guerra na Ossétia do Sul em 2008), em agosto.